# Karl Wilhelm Ramler

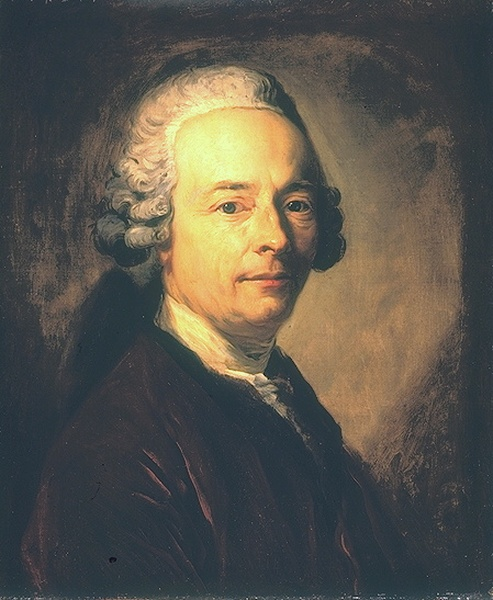
Karl Wilhelm Ramler, porträtt av Anton Graff.

Karl Wilhelm Ramler, född den 25 februari 1725 i Kolberg, död den 11 april 1798 i Berlin, var en tysk skald. 
Ramler var 1748-90 lärare i filosofi och konstlära vid kadettskolan i Berlin och därefter direktör för nationalteatern där. Han blev 1786 ledamot av vetenskapsakademien i Berlin. Utbildad under inflytande av pseudoklassiciteten, satte Ramler versens glatta korrekthet som skaldens huvudsakliga mål. Hans anseende för smak och formtalang var så stort, att till och med Gotthold Ephraim Lessing, som var hans vän, obesett lät sina verser tuktas av honom. 
Ängsligt och osjälvständigt, med efterbildande av Horatius vändningar, diktade Ramler, främst oden, i vilka han oförtrutet och ganska uppstyltat förhärligade Fredrik den stores segrar och egenskaper, utan att emellertid vinna det ringaste ynnestbevis av denne. Ramler skrev även kantater, bland vilka i synnerhet Der tod Jesu (1754; "Jesu död", 1782, 2:a upplagan 1799) är känd genom Carl Heinrich Grauns tonsättning. 
Med sin tolkning av Horatius (1769), vari originalets versmått är bibehållna, gav Ramler uppslag till en stilriktigare översättningskonst än den dittills rådande. För sin tid var Ramlers antologier av värde. Han översatte Batteux (1758; 4:e upplagan 1774) och skrev en mycket använd mytologi (1790). Ramlers Poetische werke utgavs i 2 band 1800-01 (ny upplaga 1825).